# Ailum
Ailum é uma vila e uma nagar panchayat no distrito de Muzaffarnagar, no estado indiano de Uttar Pradesh.

## Demografia
Segundo o censo de 2001, Ailum tinha uma população de 13,052 habitantes. Os indivíduos do sexo masculino constituem 55% da população e os do sexo feminino 45%. Ailum tem uma taxa de literacia de 60%, superior à média nacional de 59.5%; com 64% para o sexo masculino e 36% para o sexo feminino. 15% da população está abaixo dos 6 anos de idade.